# Rublă rusă
Rubla, plural ruble (rusă рубль, plural рубли́) este numele valutei naționale în Rusia și în republicile autoproclamate și nerecunoscute internațional Abhazia, Osetia de Sud și Transnistria. Rubla a fost de asemenea moneda națională a Imperiului Rus, a fostei Uniuni Sovietice și a altor țări aflate în sfera de influență țaristă sau sovietică.
Rubla are ca subdiviziune copeica (копе́йка, plural  копе́йки ). O rublă = 100 copeici.
Codul ISO 4217 pentru rublă este RUB. Vechiul cod, RUR, denumește rubla rusă de până în anul 1998, când s-a făcut denominarea la rata de 1RUB=1.000 RUR.
Deși nu există un simbol oficial pentru rublă, totuși „R” și руб se folosesc în mod neoficial. Au fost propuse ca posibile simboluri „РР” și un „R” cu două linii orizontale deasupra (similar cu semnul pentru peso).

## Etimologie

### Origini
Cuvântul din română rublă este împrumutat din rusă рубль (pronunțat [rúbl']), derivat din verbul rusesc рубить (pronunțat [rubít']) cu semnificația „a tăia o bucată”. La început, „rubla” era o bucată dintr-un lingou de argint, care avea o greutate bine determinată. Cuvântul „rublă” este echivalentul „mărcii”, o măsură pentru argint și aur folosită în Europa Occidentală medievală.
În rusă se mai folosește și numele popular țelkovîi, scris în rusă: целковый, „sănătos, întreg”, care este o prescurtare a sintagmei „целковый рубль”, citit [țilkóvîi rubl']: „rublă sănătoasă, întreagă, netăiată”).
Cuvântul copeică a fost împrumutat din rusă: копе́йка, citit [kapе́ika]. Acesta derivă din cuvântul копьё (pronunțat [kapió], în română „suliță”. Primele monede cu valoarea a unei sutimi de rublă, care au fost bătute în Cnezatul Moscovei după cucerirea Novgorodului în 1478, aveau imprimate pe o față stema moscovită, „Sfântul Gheorghe ucigând balaurul cu o suliță”. Copeicile rusești din zilele noastre folosesc și ele această simbolistică.

## Denominațiile tradiționale
Rubla are o secvență unică de denominații: 1, 2, 3, 5, 10, 15, 20, 50 copeici și 1, 3, 5, 10, 25, 50, 100 ruble. Această tradiție datează din perioada imperială. Culoarea bancnotelor a rămas neschimbată pentru mai mult de un secol: 
- 1 rublă: maro
- 3 ruble: verde
- 5 ruble: albastru
- 10 ruble: roșu
- 25 ruble: violet
- 50 ruble: verde
- 100 ruble: maro

### Istoric
Denominația care era multiplu de 3  a apărut în 1828, în perioada celei de-a patra împărțire a Poloniei. Pentru a introduce folosirea rublei în Polonia, denominația se făcea atât în ruble cât și în zlotul polonez. Rata de schimb fixă a fost de 1 rublă=0,15 zolți, și astfel, 10 zloți valorau 1,5 ruble. Zlotul a dispărut până în cele din urmă, pentru a nu mai apărea decât în momentul în care Polonia și-a recâștigat independența.
Tradiția acestei denominări a fost abandonată odată cu dezintegrarea Uniunii Sovietice din 1991. 

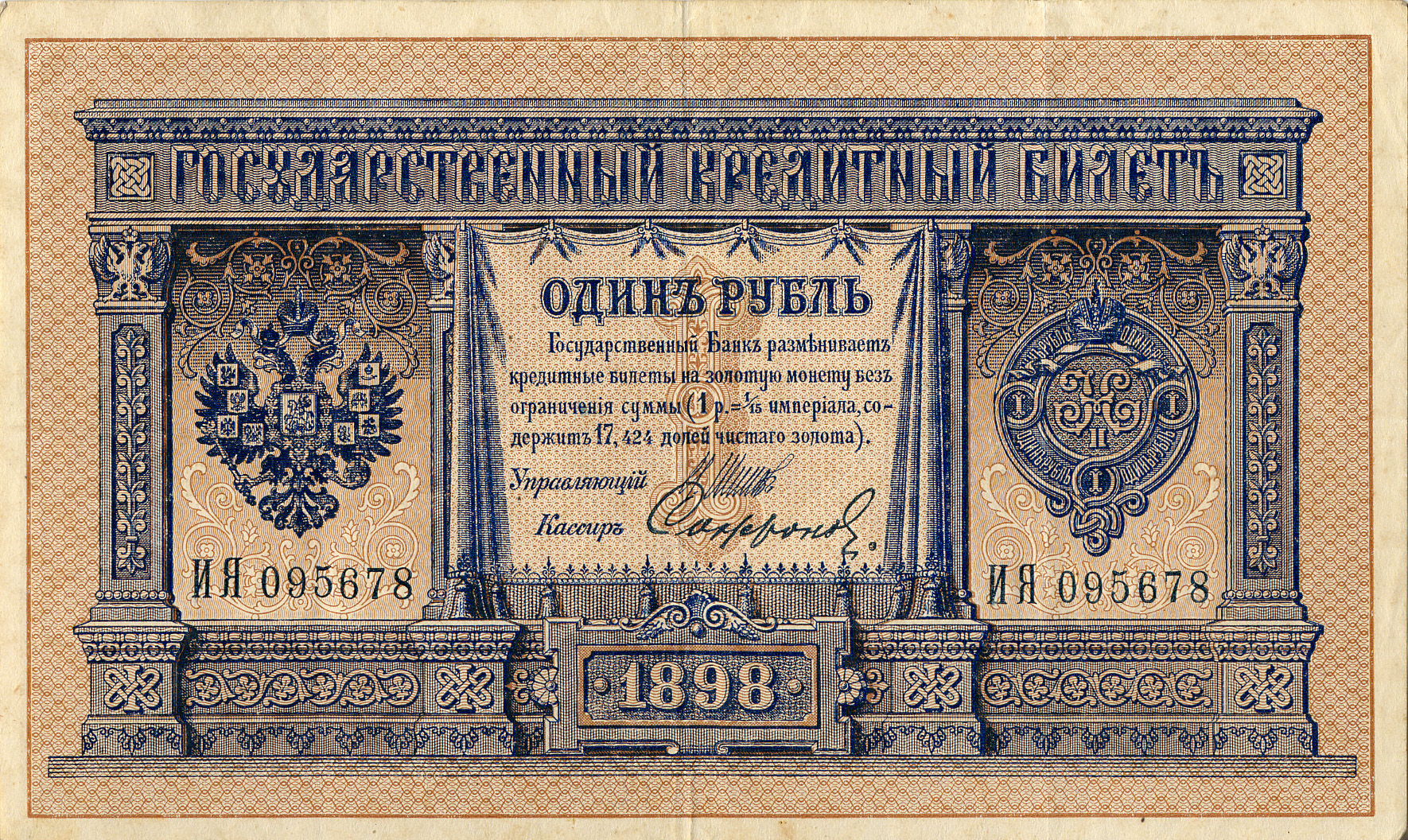
Aversul bancnotei de o rublă (1898)

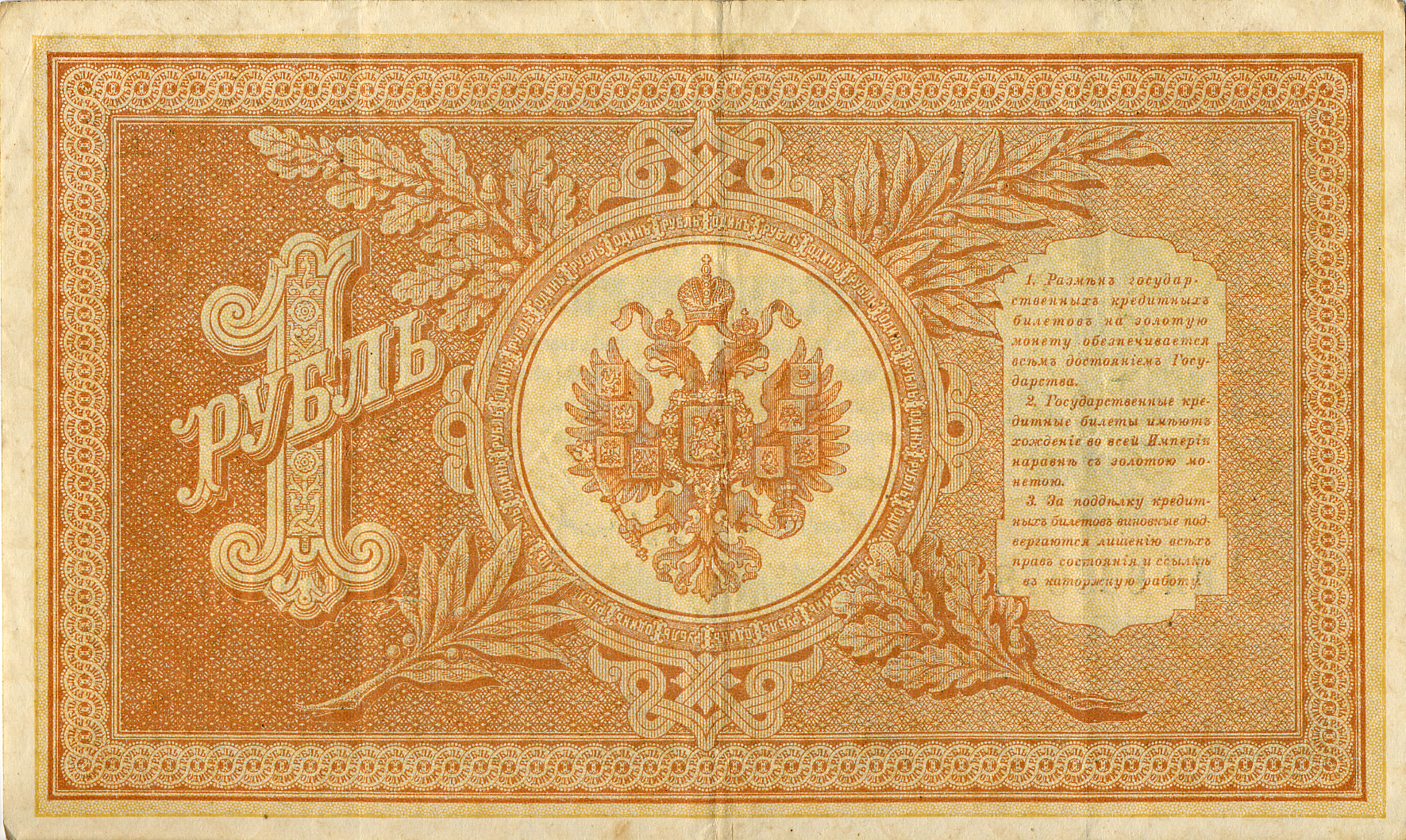
Reversul bancnotei de o rublă (1898)

### Prima generație de ruble, de la începuturi până pe 31 decembrie 1921
Rubla a fost moneda națională a Rusiei pentru aproximativ 500 de ani. A fost folosită în teritoriile rusești începând cu secolul XIV. Începând cu anul 1710, rubla a fost împărțită în 100 de copeici.
Cantitatea de metal prețios dintr-o rublă a variat mult de-a lungul timpului. În 1704, împăratul Petru cel Mare a stabilit, prin reforma monetară pe care a promulgat-o, cantitatea standard de 28 de grame de argint pentru o rublă. În vreme ce monedele obișnuite erau din argint, pentru denominațiile mari se folosea aurul sau platina.
De-a lungul istoriei sale, rubla a fost egală cel mai mult timp cu 18 grame de argint. Rubla de aur, introdusă în 1897, era egală cu 0,774235 grame de aur, sau era echivalentul a 2⅔ franci francezi. În timpul Primului Război Mondial, rubla s-a devalorizat în trei etape în trei ani.

### A doua generație de ruble, 1 ianuarie 1922 – 31 decembrie 1922
Re-denominarea din 1922 a fost făcută la o rată de 1 rublă nouă=10.000 ruble vechi. Au fost emise numai bancnote, cu valori nominale de la 1 la 10.000 de ruble.

### A treia generație de ruble, 1 ianuarie 1923 – 6 martie 1924
Re-denominarea din 1923 a fost făcută la rata de 1 rublă nouă=100 ruble vechi. Din nou, au fost emise numai bancnote, cu valori nominale de la 10 copeici la 25.000 de ruble. La începutul anului 1924, chiar înainte de o nouă denominare, a fost emisă prima bancnotă în numele URSS-ului, având imprimată stema Uniunii Sovietice cu șase panglici în jurul snopilor de grâu, reprezentând cele patru republici constituente ale uniunii: RSFS Rusă, RSFS Transcaucaziană (Azerbaidjan, Armenia și Georgia), RSS Ucraineană și RSS Bielorusă. Au fost emise hârtii de 10.000, 15.000 și 25.000 de ruble.

### A patra generație de ruble (aur), 7 martie 1924 – 1947
Re-denominarea din 1924 a introdus „rubla aur” la o valoare de 50.000 ruble emisunea 1923. În timpul acestei emisiuni au fost introduse și cervoneții (în rusă червонец), valorând 10 ruble. În 1924 au început să fie emise și monede, continuând să fie emise bancnote în ruble pentru valorile mai mici de 10 ruble și cervoneți pentru valorile mai mari sau egale cu 10 ruble. Următoarea denominarea avea să fie făcută după încheierea războiului.

### A cincea generație de ruble, 1947 - 1961
După încheierea celui de-Al Doilea Război Mondial, guvernul sovietic a făcut o reformă monetară, o redenominare confiscatorie (stabilizare), cu scopul reducerii volumului de bani aflat în circulație. Această denominare a afectat numai bancnotele. Rata de schimb a fost de 1 rublă nouă=10 ruble vechi.

### A șasea generație de ruble, 1961 – 31 decembrie 1997

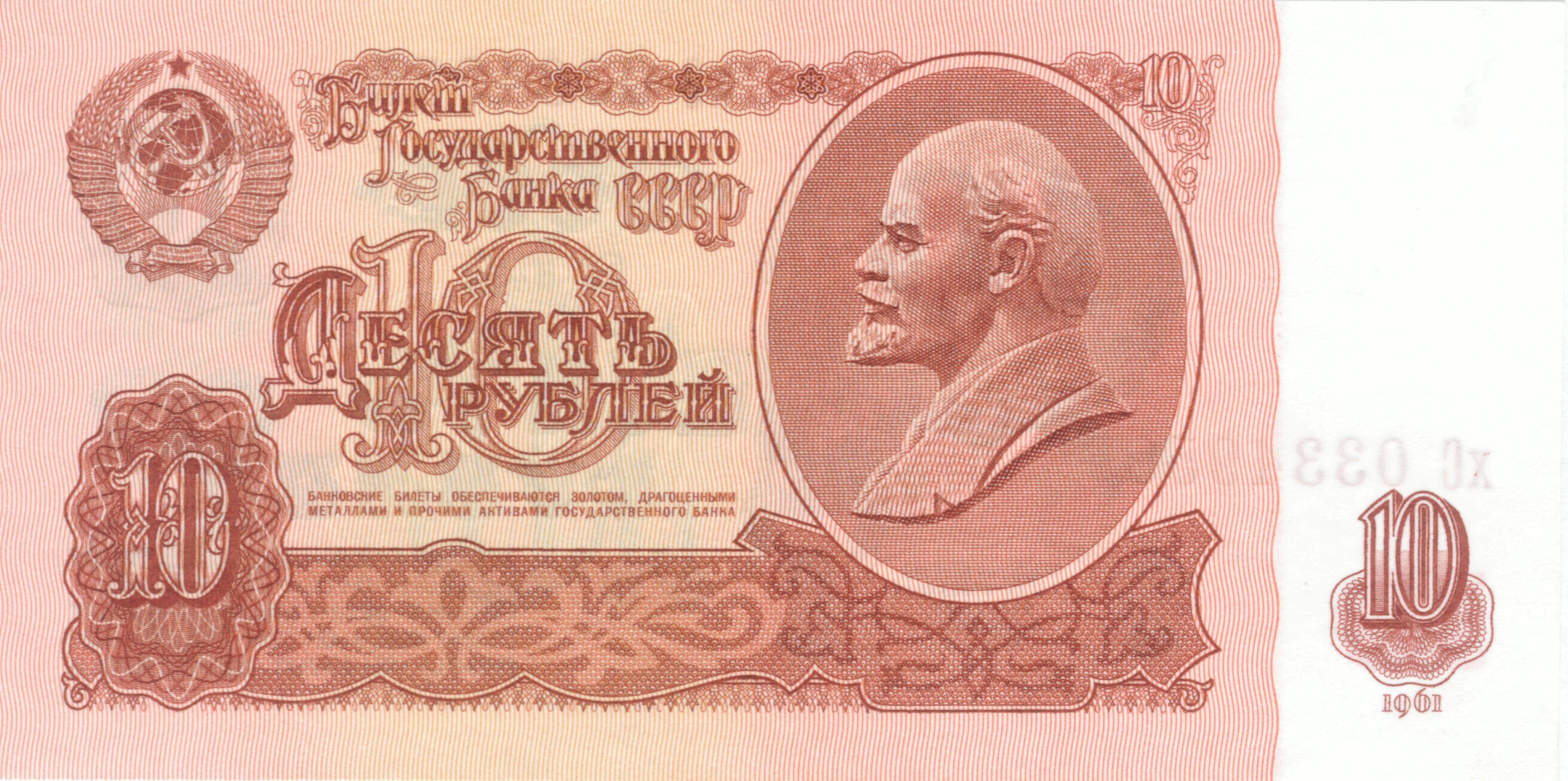
Bancnota sovietică de 10 ruble 1961

Re-denominarea din 1961 s-a făcut pe aceleași baze și în aceiași termeni ca cea din 1947. În mod oficial, rubla sovietică din 1961 era egală cu 0,987412 g de aur, dar preschimbarea în aur a banilor nu a fost niciodată posibilă pentru cetățenii de rând. Rubla a încetat să mai fie legată de standardul aur. După prăbușirea Uniunii Sovietice din 1991, rubla a rămas moneda națională a Federației Ruse. În timpul inflației de la începutul ultimului deceniu al secolului trecut, rubla a pierdut în mod semnificativ din valoarea sa. Au fost emise cinci serii:
| Monede ale celei de-a șasea generații de ruble | Monede ale celei de-a șasea generații de ruble | Monede ale celei de-a șasea generații de ruble | Monede ale celei de-a șasea generații de ruble | Monede ale celei de-a șasea generații de ruble | Monede ale celei de-a șasea generații de ruble |
| Serii                                          | Valoare                                        | Compoziție | Avers                                          | Revers                                         | Emitent                                        |
| ---------------------------------------------- | ---------------------------------------------- | --- | ---------------------------------------------- | ---------------------------------------------- | ---------------------------------------------- |
| 1961                                           | 1, 2, 3, 5, 10, 15, 20, 50 copeici, 1 rublă    | 1, 2 copeici: alamă 3, 5 copeici: bronz-aluminiu 10 copeici - 1 rublă: cupru-nichel-zinc | Stema                                          | valoarea nominală                              | URSS                                           |
| 1991                                           | 10, 50 copeici, 1, 5, 10 ruble                 | 10 copeici: oțel operit cu cupru 50 copeici - 5 ruble: cupru- nichel 10 ruble: bronz-aluminiu | Kremlinul                                      | valoarea nominală                              | URSS                                           |
| 1992                                           | 1, 5, 10, 20, 50, 100 ruble                    | 1, 5 ruble: oțel acoperit cu alamă 10, 20 ruble: cupru-nichel ori oțel acoperit cu cupru-nichel 50 ruble: inelul: cupro-nichel interior: bronz-aluminiu 100 ruble: inel: bronz-aluminiu interior: cupru-nichel | emblema Bancii Rusiei cu vulturul bicefal      | valoarea nominală                              | Banca Rusiei                                   |
| 1993                                           | 50, 100 ruble                                  | 50 ruble: bronz-aluminiu sau oțel acoperit cu alamă 100 ruble: cupro-nichel | emblema Bancii Rusiei cu vulturul bicefal      | valoarea nominală                              | Banca Rusiei                                   |

| Bancnotele celei de-a șasea generație de ruble | Bancnotele celei de-a șasea generație de ruble     | Bancnotele celei de-a șasea generație de ruble                                                         | Bancnotele celei de-a șasea generație de ruble                                                         | Bancnotele celei de-a șasea generație de ruble                                                             | Bancnotele celei de-a șasea generație de ruble     |
| Serie                                          | Valoare                                            | Avers                                                                                                  | Revers                                                                                                 | Emitent | Limbi                                              |
| ---------------------------------------------- | -------------------------------------------------- | --- | --- | --- | -------------------------------------------------- |
| 1961                                           | 1, 3, 5, 10, 25, 50, 100 ruble                     | Lenin sau imagini ale Kremlinului                                                                      | Valoarea nominală plus o imagine ale Kremlinului pentru hârtiile de 50 ruble sau mai mari              | URSS | 15                                                 |
| 1991                                           | 1, 3, 5, 10, 25, 50, 100, 200, 500, 1000 ruble     | Lenin sau imagini ale Kremlinului                                                                      | Valoarea nominală plus o imagine ale Kremlinului pentru hârtiile de 50 ruble sau mai mari              | URSS | rusă (plus celelate 14 limbi oficiale republicane) |
| 1992                                           | 50, 200, 500, 1000, 5000, 10000 ruble              | Lenin sau imagini ale Kremlinului                                                                      | Valoarea nominală plus o imagine ale Kremlinului pentru hârtiile de 50 ruble sau mai mari              | URSS pentru bancnotele de 1.000 ruble sau mai mici Banca Rusiei pentru bancnotele de 5.000 și 10.000 ruble | Rusă                                               |
| 1993                                           | 100, 200, 500, 1000, 5000, 10000, 50000 ruble      | Kremlinul cu tricolorul Rusiei                                                                         | Valoarea nominală plus o imagine ale Kremlinului pentru hârtiile de 50 ruble sau mai mari              | Banca Rusiei                                                                                               | Rusă                                               |
| 1995                                           | 1000, 5000, 10 000, 50 000, 100 000, 500 000 ruble | Același design cu al bancnotelor de azi, la care valoare nominală este 1.000 ruble vechi=1 rublă nouă. | Același design cu al bancnotelor de azi, la care valoare nominală este 1.000 ruble vechi=1 rublă nouă. | Banca Rusiei                                                                                               | Rusă                                               |

#### Notă
- Bancnota cu valoarea nominală de 1 rublă nouă nu a continuat designul bancnotei de 1.000 ruble vechi. Bancnota de 1.000 ruble vechi, din 1995, avea reprezentate pe avers portul și coloana memorială din Vladivostok, iar pe revers, intrarea în oraș. Aceasta a fost prima emisiune din vremurile moderne în care pe bancnote au fost tipărite vederi din afara orașului Moscova.

### A șaptea generație de ruble, 1 ianuarie 1998 – până azi

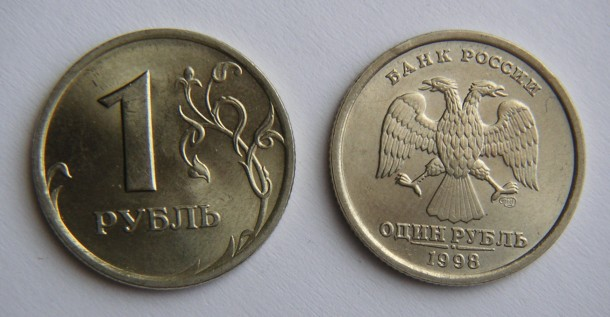
Moneda de 1 rublă a emisă de Banca Rusiei în 1998, avers și revers

Pe 1 ianuarie 1998, a fost efectuată o redominare, la o rată de 1 rublă nouă=1.000 ruble vechi. Această operațiune nu a dus și rezolvarea problemelor economice fundamentale ale Rusiei, ceea ce a a avut ca rezultat devalorizarea din 1998, ca urmare a crizei financiare asiatice. Rubla a pierdut 70% din valoarea sa față de dolar în numai 6 luni după august 1998.
Consultați și articolul: Criza financiară rusă. 
Toate bancnotele sunt tipărite în Imprimeria Statului Goznak din Moscova, înființată pe 6 iunie 1919 și care a funcționat, fără întrerupere, de la acea dată. Monedele sunt bătute la Monetni Dvor (Monetăria Statului) din Sankt Peterburg (înființată în 1724 în Moscova).

## Monedele
Azi, monedele sunt bătute cu următoarele valori nominale:
| Monedele în uz | Monedele în uz | Monedele în uz | Monedele în uz                     | Monedele în uz  | Monedele în uz                            | Monedele în uz | Monedele în uz       |  |
| Denominarea    | Valoare        | Greutate       | Compoziție                         | Margini         | Avers                                     | Revers         | Anul primei emisiuni |  |
| -------------- | -------------- | -------------- | ---------------------------------- | --------------- | ----------------------------------------- | -------------- | -------------------- |  |
| 1 copeică      | 15,5 mm        | 1.50 g         | oțel cupro-nichel și cupro-nichel  | netede          | Sfântul Gheorghe                          | valoare        | 1997                 |  |
| 5 copeici      | 18,5 mm        | 2.60 g         | oțel cupro-nichel și cupro-nichel  | netede          | Sfântul Gheorghe                          | valoare        | 1997                 |  |
| 10 copeici     | 17,5 mm        | 1.95           | alamă                              | zimțate         | Sfântul Gheorghe                          | valoare        | 1997                 |  |
| 50 copeici     | 19,5 mm        | 2.90 g         | alamă                              | zimțate         | Sfântul Gheorghe                          | valoare        | 1997                 |  |
| 1 rublă        | 20,5 mm        | 3,25 g         | cupro-nichel                       | zimțate         | Emblema Băncii Rusiei cu vulturul bicefal | valoare        | 1997                 |  |
| 2 ruble        | 23 mm          | 5,1~5,2 g      | cupro-nichel                       | spice imprimate | Emblema Băncii Rusiei cu vulturul bicefal | valoare        | 1997                 |  |
| 5 ruble        | 25 mm          | 6,45 g         | cupro-nichel-cupru și cupro-nichel | spice imprimate | Emblema Băncii Rusiei cu vulturul bicefal | valoare        | 2002                 |  |
| 10 ruble       | 27 mm          | 8,4 g          | cupro-bronz                        | zimțate         | Emblema Băncii Rusiei cu vulturul bicefal | valoare        | 2002                 |  |

Monedele de 1 și 5 copeici sunt folosite rareori. Aceste monede au început să fie emise în 1998, în ciuda faptului că unele dintre ele poartă gravat anul „1997”.

## Bancnotele
De la disoluția Uniunii Sovietice din 1991, bancnotele și monedele rusești au o caracteristică specială: lipsa chipurilor unor personalități imprimate pe una dintre fețele lor, așa cum era cazul atât a banilor țariști cât și a celor din perioada sovietică. În parte, acest fapt a fost remediat prin imprimarea pe bancnota de 500 de ruble a imaginii statuii lui Petru cel Mare, iar pe cea de 1.000 de ruble a statuii lui Iaroslav I cel Înțelept.
| Emisiunile 1997                                | Emisiunile 1997 | Emisiunile 1997 | Emisiunile 1997 | Emisiunile 1997             | Emisiunile 1997 | Emisiunile 1997                              | Emisiunile 1997 | Emisiunile 1997              | Emisiunile 1997                                |
| Imagine                                        | Imagine         | Valoare         | Dimensiuni      | Culoare                     | Avers | Revers                                       | Data imprimării | Data emisiunii               | Filigran                                       |
| ---------------------------------------------- | --------------- | --------------- | --------------- | --------------------------- | --- | -------------------------------------------- | --------------- | ---------------------------- | ---------------------------------------------- |
|                                                |                 | 5 ruble1        | 137 x 61 mm     | verde                       | Monumentul Mileniul Rusiei pe fundalul Catedralei Sfintei Sofia din Novgorod                                            | Zidurile fortăreței Kremlinului din Novgorod | 1997            | 1 ianuarie 1998              | "5", Catedrala Sfânta Sofia din Novgorod       |
|                                                |                 | 10 ruble        | 150 x 65 mm     | verde închis și maro închis | Podul peste râul Enisei și Capela din Krasnoiarsk                                                                       | Hidrocentrala din Krasnoiarsk                | 1997            | 1 ianuarie 1998 20012, 20043 | "10", Capela                                   |
|                                                |                 | 50 ruble        | 150 x 65 mm     | albastru                    | Sculptura de la picioarele coloanei rostrale de pe malul Nevei, pe fundalul fortăreței Petropavlosk din Sankt Peterburg | Clădirea fostei Burse și coloana rostrală    | 1997            | 1 ianuarie 1998 20012, 20043 | "50", Catedrala Sfinții Petru și Pavel         |
|                                                |                 | 100 ruble       | 150 x 65 mm     | maro-verde                  | Sculptura de la porticul Teatrului Balșoi din Moscova                                                                   | Teatrul Balșoi                               | 1997            | 1 ianuarie 1998 20012, 20043 | "100", Teatrul Balșoi                          |
|                                                |                 | 500 ruble       | 150 x 65 mm     | violet-albastru             | Monumentul lui Petru cel Mare, o corabie și terminalul maritim din Arhanghelsk                                          | Mânăstirea Solovețki                         | 1997            | 1 ianuarie 1998 20012, 20043 | "500", Petru cel Mare                          |
|                                                |                 | 1000 ruble      | 157 x 69 mm     | verde-albastru              | Monumentul lui Iaroslav I cel Înțelept și capela din Kremlinul din Iaroslavl                                            | Biserica Bunei Vestiri din Iaroslavl         | 1997            | 2000, 20043                  | "1000", Monumentul lui Iaroslav I cel Înțelept |
|                                                |                 | 5000 ruble      | 157 x 69 mm     | roșu-oranj                  | Monumentul lui Nicolai Muraviov-Amurski din Habarovsk                                                                   | Podul peste râul Amur                        | 1997            | iunie 2006                   | "5000", capul statuii lui Muraviov-Amurski     |
| Aceste imagini sunt la scara de 0,7 pixeli/mm. |                 |                 |                 |                             | |                                              |                 |                              |                                                |

## Articole înrudite
- Petrorublă
- Rublă belarusă
- Rublă transnistreană
- Rublă sovietică